# Duplicaria ustulata
Duplicaria ustulata é uma espécie de gastrópode do gênero Duplicaria, pertencente à família Terebridae.